# 黎民偉
黎民偉（1893年—1953年10月26日），祖籍廣東四會下埗黎寨村或新会会城都会；香港電影之父，中国电影早期开拓者之一，中国民主革命家。

## 生平

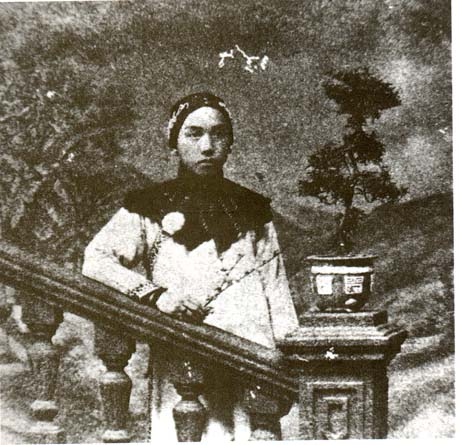
《庄子试妻》中的黎民偉剧照

黎民偉出生在日本，父親在日經營白米生意。六歲時，黎民偉首次到香港。
黎民偉早年就讀香港聖保羅書院，后積極参加孫中山的革命運動。後來更担任戰地記者，冒着生命危險把日軍侵華的事實以影片的方式記錄下來。為了拍攝电影《莊子試妻》，黎民偉讓元配妻子嚴姍姍（1896-1952年）饰演女角，是中國電影史上第一位專業女演員。後又娶林楚楚（1904-1979年）為平妻，也讓林楚楚飾演女角。
1921年，黎民偉與兄長黎北海、長兄黎海山、羅永祥、梁少坡、譚伯烈、陸醒伯等人在香港創建民新製造影畫片有限公司。1923年，在香港正式成立民新影片公司，由黎海山任经理，黎民伟任副经理。
1924至1925年，国共合作期间，黎民伟亲赴北伐前线实地拍摄，将第一次国内革命战争时期的重要人物孙中山、李大钊、周恩来等人拍入了镜头，剪辑了一批极其珍贵的新闻纪录片。
1926年，民新影片公司迁至上海。1930年，罗明佑向黎民伟提出合作，组建联华影片公司，黎民伟就任总经理。1936年，由于聯華影業公司業績下滑，黎民偉又將公司分離出來，成立新的民新影片公司。
1937年“七七事变”爆发后，黎民伟回到香港，继续经营民新公司及相关影院。1941年的一场空袭让他的电影事业再遭重创，他从上海带来的多数影片被烧毁，仅有几部被他从大火中抢救出来。日军占领香港后，要求黎民伟出面主持香港电影工作。不愿做汉奸的黎民伟，只得将记录孙中山先生早期革命影像的《勋业千秋》拷贝带在身边，和家人一道，连夜逃往湛江老家。从此，这部影片便同黎民伟一起，开始了颠沛流离的逃亡生涯。
抗日战争胜利后，黎民伟重返香港，主持仙乐电影院。1953年底，病危中的黎民伟嘱托妻子林楚楚一定要将《勋业千秋》拷贝送去北京，交给国家。后黎民伟在香港病逝，终年60岁。次年4月，林楚楚将《勋业千秋》连同另一部《淞沪抗战纪实》一起捐赠给了中央电影局。

## 黎民偉的家屬
黎民伟的第一位妻子是严淑姬，艺名严珊珊，1914年1月7日与黎民伟结婚，同年《庄子试妻》中饰演婢女，这是中国电影史上第一个由女性扮演的女角，由此她成为中国第一位电影女演员。
黎民伟與林楚楚的女兒黎宣（黎萱）為演員；姪女黎灼灼為粵語片演員；其中一个孙女黎姿則是演员及歌手。長女黎佩蘭嫁与前中華民國總統府秘書長，有“外交教父”之稱的沈昌煥。

## 代表作
- 《庄子试妻》（编剧）
- 《胭脂》（导演）
- 《天涯歌女》（制片人）
- 《战地情天》（导演）
- 《古都春梦》（摄影）
- 《渔光曲》（制片主任）
- 《母性之光》（制片主任）
- 《勋业千秋》（纪录片）

## 外部連結
- 黎民偉 - 香港記憶（页面存档备份，存于）
- 黎民偉在香港影庫上的簡介
- 黎民偉在豆瓣上的资料（简体中文）
- 黎民偉在时光网上的簡介（简体中文）
- . 江门日报. 2005-09-25  [2006-03-23]. （原始内容存档于2008-10-25）.
- . 江门日报. 2008-07-15  [2009-02-13]. （原始内容存档于2009-10-10）.